# Wolfgang Marotzke
Wolfgang Marotzke (* 1949 in Bielefeld) ist ein deutscher Jurist und Hochschullehrer an der Eberhard Karls Universität Tübingen.

## Leben
Marotzke besuchte zunächst die Realschule, bevor er nach deren Abschluss an der Friedrich-von-Bodelschwingh-Schule in Bethel 1968 sein Abitur bestand. Noch im selben Jahr begann er ein Studium der Rechtswissenschaften an der Universität zu Köln, das er später an der Universität Bielefeld fortsetzte. 1973 erwarb er das Erste Juristische Staatsexamen, 1975 das Zweite. Im Anschluss arbeitete er als Doktorand bei Gerhard Otte in Bielefeld. 1977 schloss er seine Promotion ab. 1984 habilitierte Marotzke sich, ebenfalls bei Otte. Damit ging die Verleihung der venia legendi für Bürgerliches Recht und Zivilprozessrecht einher.
Bereits im Wintersemester 1983/84, noch vor Vollendung seiner Habilitation, vertrat Marotzke einen Lehrstuhl für Privatrecht an der Universität Hannover. Seine ersten eigene Professur hatte er ab 1984 inne, als er einem Ruf der Universität Konstanz auf den Lehrstuhl für Bürgerliches Recht und Nebengebiete folgte. Dort blieb er bis 1989. In diesem Jahr wechselte er nach Erlangen, wo er die Nachfolge von Karl-Heinz Schwab auf den Lehrstuhl für Bürgerliches Recht, Zivilprozessrecht, Insolvenzrecht und Freiwillige Gerichtsbarkeit antrat. Parallel zu seiner Tätigkeit in Erlangen nahm er im Wintersemester 1991/1992 und im Sommersemester 1992 aufgrund einer Gastprofessur Lehraufgaben an der Universität Jena wahr, die infolge der im Zusammenhang mit der deutschen Wiedervereinigung ergriffenen Maßnahmen nicht mehr über genügend eigenes Lehrpersonal verfügte. Einen Ruf auf den Lehrstuhl für Zivilrecht, Handels- und Prozessrecht an der Universität Göttingen lehnte Marotzke ab. 1994 folgte er einem Ruf auf den Lehrstuhl für Bürgerliches Recht, Zivilprozessrecht, Freiwillige Gerichtsbarkeit und Insolvenzrecht an der Universität Tübingen.
Marotzkes Forschungsschwerpunkte liegen im Bürgerlichen Recht und im Verfahrensrecht. Schwerpunkte seiner Publikationstätigkeit liegen im Erbrecht, bei den Schnittstellen von Erb- und Gesellschaftsrecht, im Insolvenzrecht, in der Rechtspolitik, im Recht des geistigen Eigentums sowie bei den Ursachen und der Bewältigung von Finanzmarktkrisen. Zudem ist Marotzke Mitherausgeber der Zeitschrift für das gesamte Insolvenzrecht (ZInsO). Nach einer öffentlichen Abschiedsvorlesung zum Thema  Risikobeteiligung und Verantwortung als (wirksame?) Machtkorrektive. Einige Gedanken zum Gesellschaftsrecht, zur Genese von Banken- und Finanzmarktkrisen sowie zu Schicksalsfragen eines globalen Um- und Nachweltschutzes und deren Publikation durch Springer Fachmedien trat Marotzke 2017 im Alter von 67 Jahren in den gesetzlichen Ruhestand. Er ist jedoch weiterhin in Forschung und Lehre tätig. Auch ist er Mitunterzeichner der im Frühjahr 2019 erschienenen „Stellungnahme von Wissenschaftlerinnen und Wissenschaftlern zu den Protesten für mehr Klimaschutz – #Scientists4Future“. Diese Stellungnahme unterstützt die Jugendbewegung „Fridays for Future“ in den zugrundeliegenden Risikoeinschätzungen und der Forderung nach einer erheblichen Verstärkung der bisherigen Klimaschutzbemühungen.
Marotzke ist verheiratet und Vater zweier Töchter.

## Schriften und Werk (Auswahl)

### Monographien
- Das Anwartschaftsrecht - ein Beispiel sinnvoller Rechtsfortbildung? Duncker & Humblot, Berlin 1977, ISBN 3-428-04071-6 (Dissertation).
- Gegenseitige Verträge in Konkurs und Vergleich. Luchterhand, München 1985, ISBN 3-472-81107-2 (Habilitationsschrift).
- Gegenseitige Verträge im neuen Insolvenzrecht. 3. Auflage. Luchterhand, Neuwied u. a. 2001, ISBN 3-16-145986-5.
- Von der schutzgesetzlichen Unterlassungsklage zur Verbandsklage. Mohr Siebeck, Tübingen 1992, ISBN 3-16-145986-5.
- Risikobeteiligung und Verantwortung als notwendige Machtkorrektive. Nachdenkliches zum Gesellschaftsrecht sowie zu Banken- und Umweltkrisen. Springer Fachmedien, Wiesbaden 2017.

### Aufsätze
- Öffentlichrechtliche Verwertungsmacht und Grundgesetz. Ein Beitrag zu den Zwangsvollstreckungstheorien. NJW 1978, 133 – 137.
- „Höferechtliche Tendenzen“ und dogmatische Lösungen bei der Beerbung des Mitglieds einer offenen Handelsgesellschaft. AcP 184 (1984), 541 – 583.
- Urteilswirkungen gegen Dritte und rechtliches Gehör. ZZP 100 (1987), 164 – 211.
- Die logische Sekunde – ein Nullum mit Dauerwirkung? AcP 191 (1991), 177 – 200.
- Der Einfluß des Insolvenzverfahrens auf Restitutionsansprüche nach dem Vermögensgesetz. Zugleich ein Plädoyer für mehr insolvenzrechtliches Denken bei der Wiedergutmachung staatlichen Unrechts in der ehemaligen DDR. ZIP 1993, 885 – 896.
- BGB und InsO: zwei neue Leistungsstörungsrechte im Widerstreit. KTS 2002, 1–51.
- Das deutsche Insolvenzrecht in systemischen Krisen. Sind enteignungsgestützte Rettungsübernahmen besser? JZ 2009, 763 – 774.
- Sukzessionsschutz für Lizenzen im Immaterialgüterrecht – dargestellt am Beispiel der Patentlizenz. Zeitschrift für Geistiges Eigentum (ZGE) / Intellectual Property Journal (IPJ) 2010, 233 – 272.
- Das M2Trade-Urteil des BGH vom 19.7.2012: ein Stolperstein auf dem Weg zur gesetzlichen Regelung der Insolvenzfestigkeit von Lizenzen? Zugleich ein Beitrag zum Umfang des immaterialgüterrechtlichen Sukzessionsschutzes bei Lizenzketten. ZInsO 2012, 1737–1750.
- Vertrauensschutz kontra Gesamtgläubigerinteresse – Gedanken zu Auslegung und Reform des Insolvenzanfechtungsrechts. Zugleich eine Stellungnahme zu den rechtspolitischen Forderungen der Wirtschaftsverbände. ZInsO 2014, 417 – 447.
- Rechtliches Gehör opponierender Gesellschafter im insolvenzrechtlichen Eröffnungsverfahren. ZInsO 2015, 325 – 334.
- Finanzmarktkrise und kein Ende: Muss der Staat nochmals für ehemalige HRE-Aktionäre zahlen? JZ 2015, 597 – 606.

### Sonstiges
- Rechtsnatur und Streitgegenstand der Unterlassungsklage aus § 13 UWG. Zur Problematik des parallelen oder zeitversetzten Vorgehens mehrerer Berechtigter gegen dieselbe Person. ZZP 98 (1985), 160–199. (Habilitationsvortrag)
- Seit 1988 Mitarbeit am Erbrechtsband von J. von Staudingers Kommentar zum Bürgerlichen Gesetzbuch.
- Seit 1999 Mitarbeit am Heidelberger Kommentar zur Insolvenzordnung. C. F. Müller Verlag, Heidelberg.